# Mazabuka
Mazabuka est une ville zambienne située dans la province Méridionale. Sa population s'élève à 111 057 habitants en 2010.

## Personnalitées liées à la communauté
- Stanley Fischer (1943-2025), économiste israélo-américain.

## Source
- (en) Cet article est partiellement ou en totalité issu de l’article de Wikipédia en anglais intitulé « Mazabuka » (voir la liste des auteurs).